# Медейрош, Луиш Аугусто де
Луиш Аугусто де Медейрош (1905, Масейо, штат Алагоас, Бразилия — ?) — бразильский писатель, журналист, собиратель фольклора и медик.
Родился в штате Алагоас. В двадцатилетнем возрасте переехал в Рио-де-Жанейро и поступил в университет изучать медицину. После завершения обучения год провёл на медицинской практике в Сан-Паулу, после чего вернулся в Рио и начал работать в комитете городской мэрии по школьному здравоохранению.
С юных лет увлекался фольклором родного штата Алагоаса и впоследствии в свободное от основной работы время рассылал алагоасские истории в различные газеты и журналы Рио, которые публиковали их в своих литературных приложениях. Участвовал в подготовке антологии алагоасских легенд Antologia de Contistas Alagoanos, выпущенной в 1982 году в Сан-Паулу.
Помимо сбора фольклора, сам писал рассказы. Наиболее известным его рассказом является Prelúdio em Si menor, который часто включается в различные антологии бразильской прозы.
Племянник де Медейроса, Бруно Аккеоли (р. 1921), также является бразильским писателем.